# Polygonatum jinzhaiense
Polygonatum jinzhaiense är en sparrisväxtart som beskrevs av D.C.Zhang och J.Z.Shao. Polygonatum jinzhaiense ingår i släktet ramsar, och familjen sparrisväxter. Inga underarter finns listade i Catalogue of Life.